# Баззи
Эндрю Баззи (англ. Andrew Bazzi; род. 28 августа 1997, Дирборн, Мичиган) — американский певец и автор песен.

## Ранние годы
С раннего детства Эндрю учился играть на гитаре. В 2012 году публиковал на YouTube-канале свои каверы на известные песни. Окончив среднюю школу, в 2014 он переехал в Лос-Анджелес, чтобы продолжить свое музыкальное творчество. Он закончил старшую школу Santa Monica High School в 2015 году. В своем Твиттере исполнитель написал, что у него ливанские корни.

## Музыкальная карьера
Баззи создал Vine-аккаунт в июле 2013 года. До 2015 года он набрал там более 1.5 миллионов подписчиков. В сентябре того же года, он стал первым артистом, который выпустил первый «рекомендуемый трек» в Vine, который получил название «Bring You Home». Его первой настоящей музыкальной работой было участие в создании сингла «Fun» от Fancy Cars в 2016 году. На протяжении двух следующих лет, выпустил несколько синглов, включая такие, как «Alone», «Beautiful», «Got Friends», и «Sober». С 2016 года начал выпускать песни в SoundCloud.
В октябре 2017 года он представил песню «Mine». Огромную популярность он получил в начале 2018 года, когда часть текста песни «Mine» использовалась для фильтра Snapchat. В марте 2018 его сингл «Mine» добрался до 18 места в Billboard Hot 100 и ещё нескольких стран. В апреле 2018 года песня достигла своего пика в рейтинге и оказалась на 11 месте. В 2018 году Эндрю выпустил 3 сингла: «Why?», «Gone» и «Honest». В настоящее время он работает в сотрудничестве с Marshmello. 2 августа 2018 года был выпущен ремикс на сингл «Beautiful» при участии Камилы Кабельо. 13 марта Баззи был представлен как специальный гость в музыкальном туре Кабельо «Never Be the Same», который проходил в Северной Америке. 17 апреля 2018 года его альбом «Cosmic» достиг 35 места в Billboard 200.
В апреле 2019 года Баззи были выпущены два сингла «Caught in the Fire» и «Paradise».. 13 июня при участии рэпера 21 Savage был выпущен сингл «Focus». 18 июля был выпущен сингл «I.F.L.Y».
9 августа 2019 года Баззи выпустил микстейп «Soul Searching», дебютировавший с 20 строчки альбомного чарта Billboard 200.
В настоящее время он подписал контракт с лейблом Warner Music Group.

## В интернет-культуре
Сингл «Mine» стал интернет-мемом после того как он стал набирать популярность в конце января 2018 года. В видео было показано слайд-шоу с различными фотографиями, темой видео стал Snapchat-фильтр «сердца» и наложения текстов. Последнее слово каждой строки песни было окружено различными эмодзи, наиболее распространенными стали «сердце» и «поцелуй».

## Дискография

### Альбом
- Cosmic (2018)[18]

### Песни
| Название                                                                    | Год  | Пиковые позиции в международных чартах | Пиковые позиции в международных чартах | Пиковые позиции в международных чартах | Пиковые позиции в международных чартах | Пиковые позиции в международных чартах | Пиковые позиции в международных чартах | Пиковые позиции в международных чартах | Пиковые позиции в международных чартах | Пиковые позиции в международных чартах | Пиковые позиции в международных чартах | Награды                                                                   | Альбом              |
| Название                                                                    | Год  | US                                     | AUS                                    | BEL (FL)                               | CAN                                    | DEN                                    | GER                                    | ITA                                    | NZ                                     | SWE                                    | UK                                     | Награды                                                                   | Альбом              |
| --------------------------------------------------------------------------- | ---- | -------------------------------------- | -------------------------------------- | -------------------------------------- | -------------------------------------- | -------------------------------------- | -------------------------------------- | -------------------------------------- | -------------------------------------- | -------------------------------------- | -------------------------------------- | ------------------------------------------------------------------------- | ------------------- |
| «Alone»                                                                     | 2016 | —                                      | —                                      | —                                      | —                                      | —                                      | —                                      | —                                      | —                                      | —                                      | —                                      |                                                                           | не альбомные синглы |
| «Sober»                                                                     | 2017 | —                                      | —                                      | —                                      | —                                      | —                                      | —                                      | —                                      | —                                      | —                                      | —                                      |                                                                           | не альбомные синглы |
| «Beautiful»                                                                 | 2017 | —                                      | —                                      | —                                      | —                                      | —                                      | —                                      | —                                      | —                                      | —                                      | —                                      | - RIAA: Platinum                                                          | Cosmic              |
| «Mine»                                                                      | 2017 | 11                                     | 11                                     | 25                                     | 13                                     | 5                                      | 25                                     | 46                                     | 3                                      | 4                                      | 21                                     | - RIAA: Platinum - ARIA: Gold - GLF: Platinum - MC: Platinum - RMNZ: Gold | Cosmic              |
| «Why»                                                                       | 2018 | —                                      | —                                      | —                                      | —                                      | —                                      | —                                      | —                                      | —                                      | —                                      | —                                      | - RIAA: Gold                                                              | Cosmic              |
| «Gone»                                                                      | 2018 | —                                      | —                                      | —                                      | —                                      | —                                      | —                                      | —                                      | —                                      | —                                      | —                                      |                                                                           | Cosmic              |
| «Honest»                                                                    | 2018 | —                                      | —                                      | —                                      | —                                      | —                                      | —                                      | —                                      | —                                      | —                                      | —                                      |                                                                           | Cosmic              |
| «Dreams»                                                                    | 2018 | —                                      | —                                      | —                                      | —                                      | —                                      | —                                      | —                                      | —                                      | —                                      | —                                      |                                                                           | Cosmic              |
| «Soarin»                                                                    | 2018 | —                                      | —                                      | —                                      | —                                      | —                                      | —                                      | —                                      | —                                      | —                                      | —                                      |                                                                           | Cosmic              |
| «Myself»                                                                    | 2018 | —                                      | —                                      | —                                      | —                                      | —                                      | —                                      | —                                      | —                                      | —                                      | —                                      |                                                                           | Cosmic              |
| «Star»                                                                      | 2018 | —                                      | —                                      | —                                      | —                                      | —                                      | —                                      | —                                      | —                                      | —                                      | —                                      |                                                                           | Cosmic              |
| «3:15»                                                                      | 2018 | —                                      | —                                      | —                                      | —                                      | —                                      | —                                      | —                                      | —                                      | —                                      | —                                      |                                                                           | Cosmic              |
| «Mirror»                                                                    | 2018 | —                                      | —                                      | —                                      | —                                      | —                                      | —                                      | —                                      | —                                      | —                                      | —                                      |                                                                           | Cosmic              |
| «Fantasy»                                                                   | 2018 | —                                      | —                                      | —                                      | —                                      | —                                      | —                                      | —                                      | —                                      | —                                      | —                                      |                                                                           | Cosmic              |
| «BRB»                                                                       | 2018 | —                                      | —                                      | —                                      | —                                      | —                                      | —                                      | —                                      | —                                      | —                                      | —                                      |                                                                           | Cosmic              |
| «Cartier»                                                                   | 2018 | —                                      | —                                      | —                                      | —                                      | —                                      | —                                      | —                                      | —                                      | —                                      | —                                      |                                                                           | Cosmic              |
| «Changed»                                                                   | 2018 | —                                      | —                                      | —                                      | —                                      | —                                      | —                                      | —                                      | —                                      | —                                      | —                                      |                                                                           | Cosmic              |
| «Somebody»                                                                  | 2018 | —                                      | —                                      | —                                      | —                                      | —                                      | —                                      | —                                      | —                                      | —                                      | —                                      |                                                                           | Cosmic              |
| «—» означает, что альбом не попал в чарт или не издавался в данном регионе. |      |                                        |                                        |                                        |                                        |                                        |                                        |                                        |                                        |                                        |                                        |                                                                           |                     |

## Клипы
| Год  | Название    | Режиссер    | Ссылка |
| ---- | ----------- | ----------- | ------ |
| 2018 | «Mine»      | Эндрю Баззи | [ 54 ] |
| 2018 | «Honest»    | Эндрю Баззи | [ 55 ] |
| 2018 | «Myself»    | Эндрю Баззи | [ 56 ] |
| 2018 | «Beautiful» | Эндрю Баззи | [ 57 ] |

## Туры
Как специальный гость
- Never Be the Same Tour (2018)